# Romoszhely
Romoszhely (románul: Romoșel, németül: Kleinrumes, szászul Klîrumes) falu Romániában, Erdélyben, Hunyad megyében.

## Fekvése
Szászvárostól délkeletre, Kudzsirtól délnyugatra, a Kudzsiri-havasok lábánál fekszik.

## Nevének eredete
Neve a románban fejlődött Romosz nevéből, kicsinyítő képzővel. A német név a román tükörfordítása, a magyar név népetimológiás. Először 1493-ban Ramaschel, majd 1733-ban Romosel, 1760–62-ben Romoshelly, 1805-ben Romosz Hely alakban jegyezték fel.

## Története
A 15. században települt román lakossággal Romosz határára. 1532-ben 39, 1724-ben 154 család lakta. Szászvárosszékhez, 1876-tól Hunyad vármegyéhez tartozott. 1896-ban kisközségből nagyközséggé alakult.

## Lakossága
- 1850-ben 1335 lakosából 1291 volt román és 42 cigány nemzetiségű; 1203 ortodox és 130 görögkatolikus vallású.
- 2002-ben 612 lakosából 601 volt román és 5 cigány nemzetiségű; 621 ortodox és 41 pünkösdista vallású.

## Képek

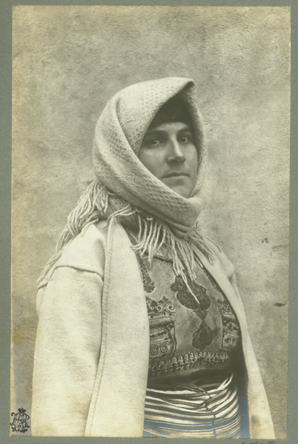
Romoszhelyi asszony 1910 körül (Adler Lipót felvétele)
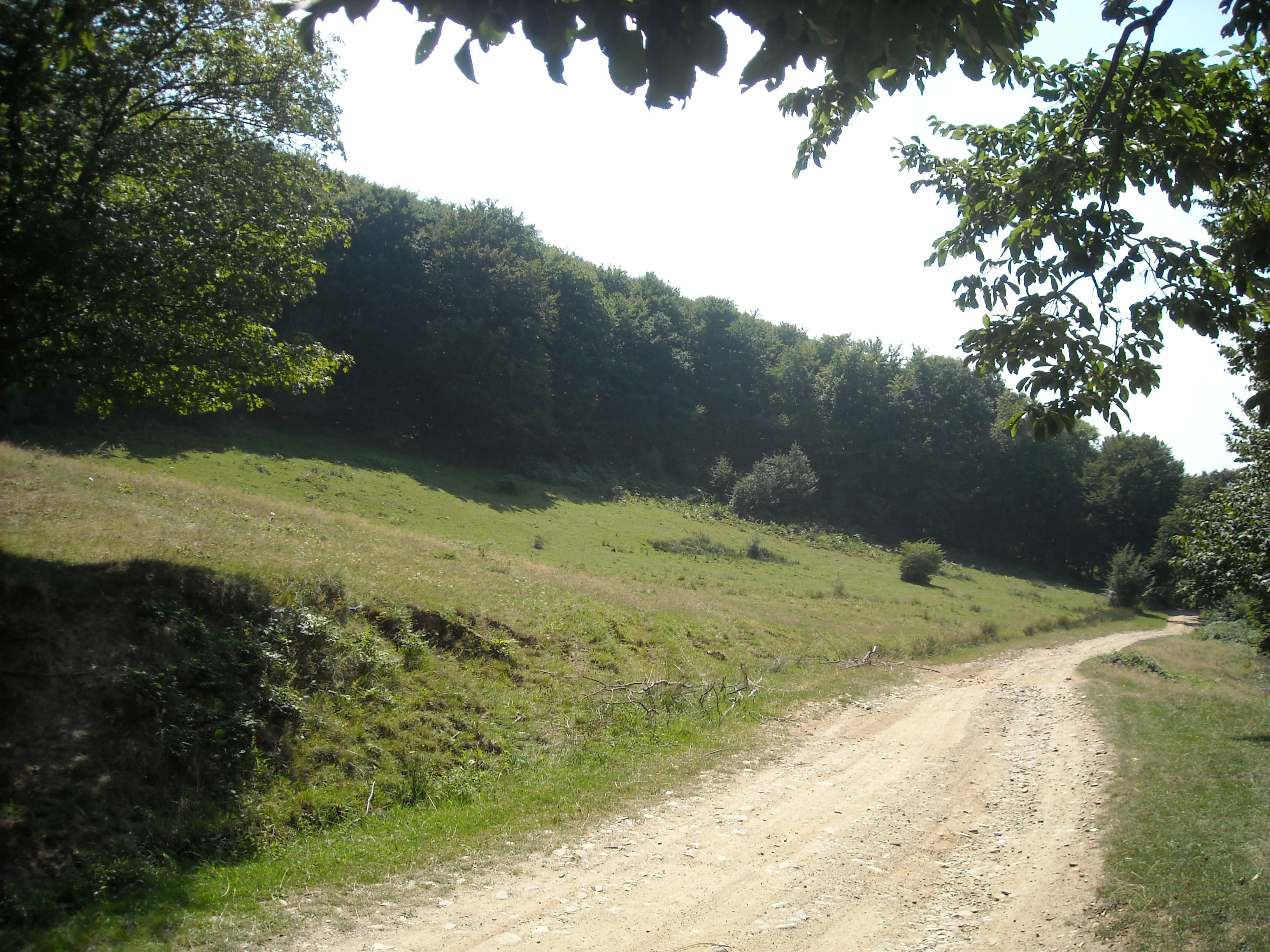
Erdei tisztás Kudzsir és Romoszhely között
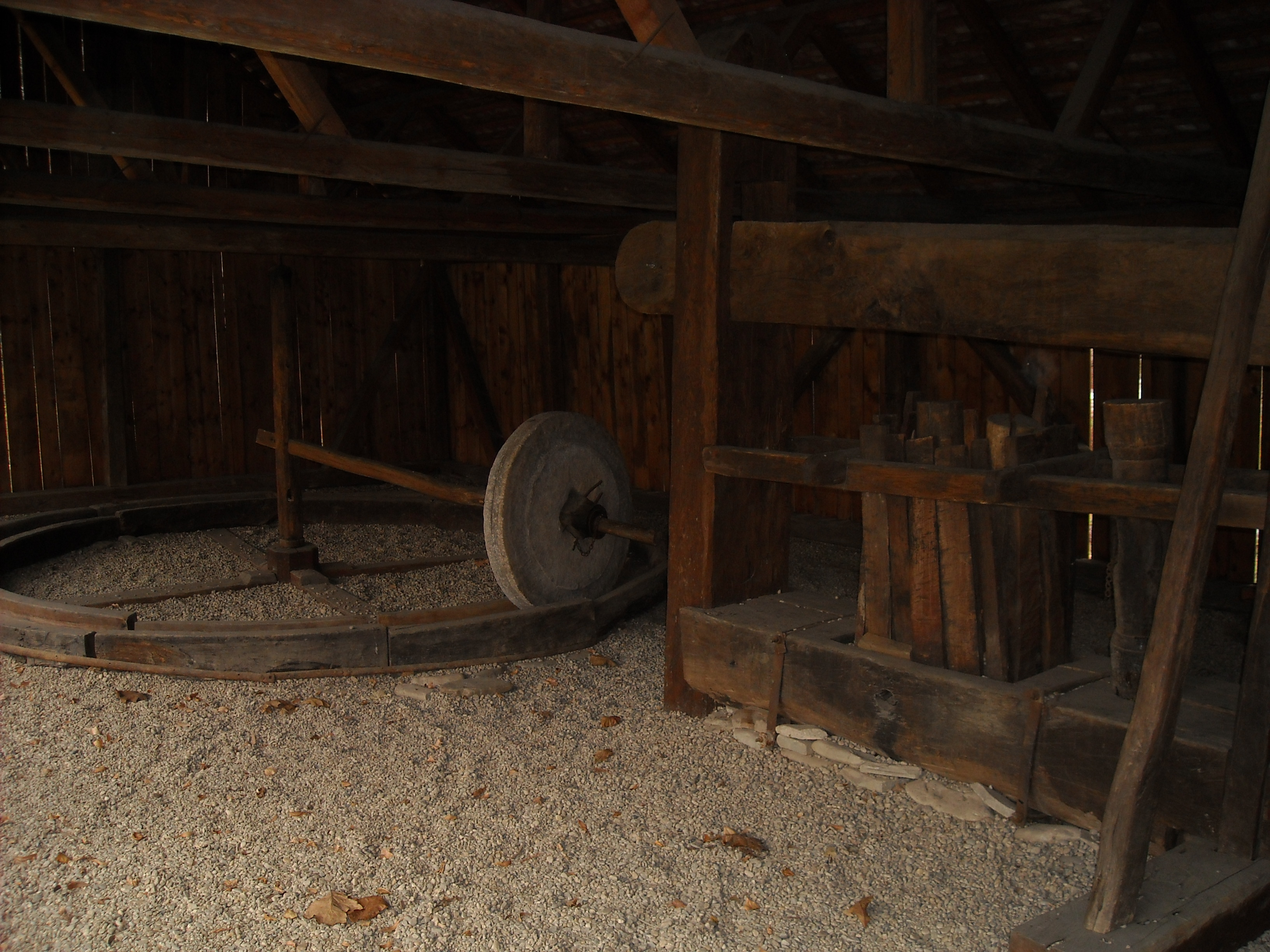
1922-ben, Romoszhelyen készült olaj- és szőlőprés a bukaresti falumúzeumból
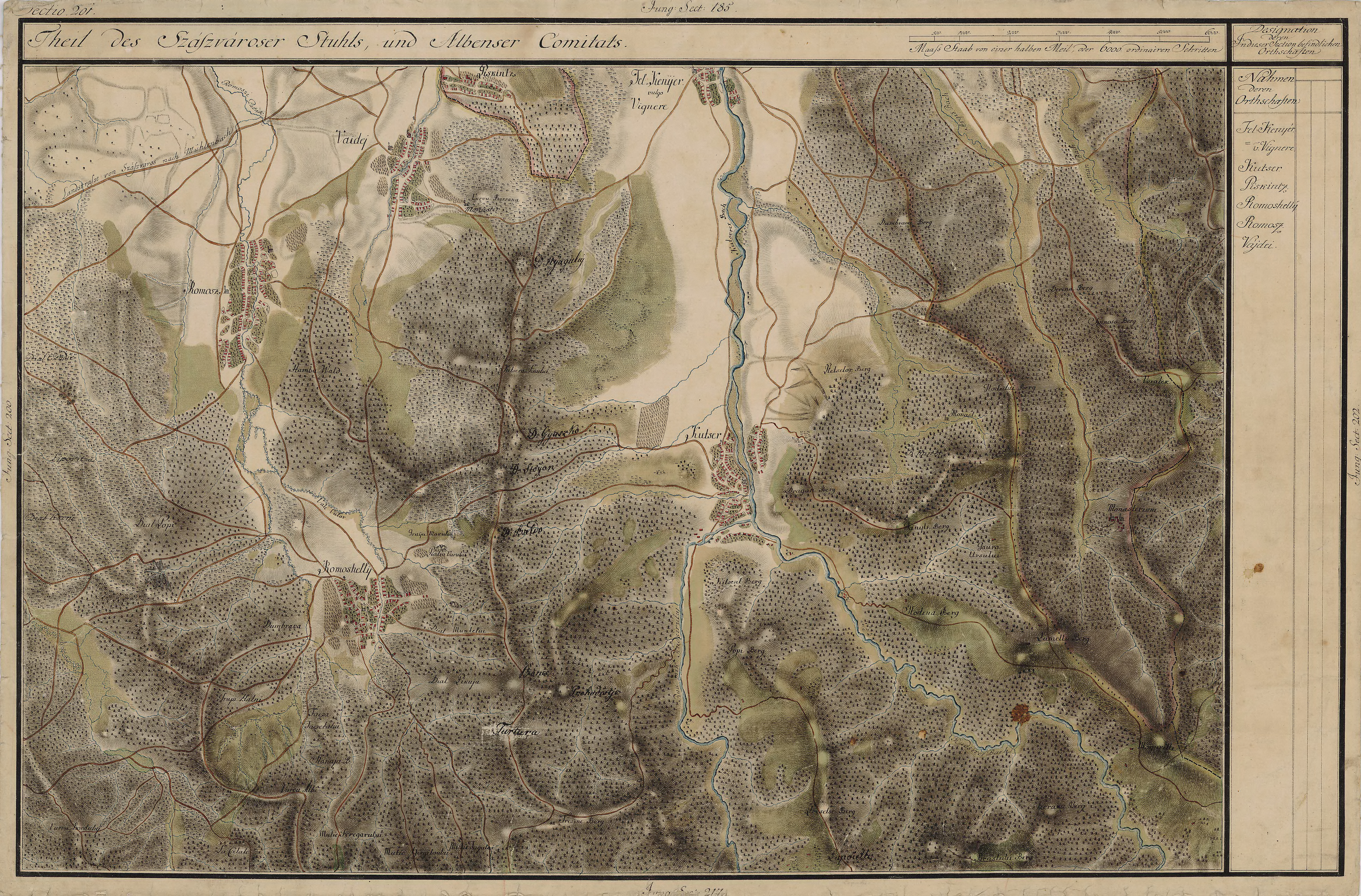
Romoszhely környéke 1769 és 1773 között